# 香港的受難
「香港的受難」是第二次世界大戰期間由一批中國畫家文人在桂林和重慶舉行的畫展。該畫展於當時中國文藝界引起了轟動。
於抗日戰爭爆發後，曾有大批在中國享負盛名的作家、藝術家及學者逃難至香港居住，至1941年12月8日日本攻打香港，由於事出突然，很多作家文藝界人士都未能及時出逃。由於這些文人多曾進行「抗日救國」的文藝活動，至香港淪陷後，他們為避免被港日政府迫害，或不情願被港日政府利用，因此多以各種方法偷渡或裝成難民離境。這些文人在逃離香港後，多轉移至廣西桂林。1943年1月，這批文人在廣西桂林舉辦「香港的受難」畫展，參展畫家包括有郁風、溫濤、丁聰、特偉、葉淺予、盛此君、楊秋人等，內容包括有油畫、木刻版畫、水彩畫、素描、漫畫等，共計展品約100餘件，主題環繞他們在日軍攻佔香港後的所見所聞，反映日軍在香港的暴行及香港市民的苦難。1945年4月15日，「香港的受難」畫展再於重慶舉行。
「香港的受難」畫展中較出名的有葉淺予23幅以國畫與漫畫形式結合的《逃出香港》。此套作品後來被譽為中國的國寶級畫作。